# Taussac
Taussac est une commune française située dans le département de l'Aveyron, en région Occitanie.

## Géographie

### Localisation
Taussac est une commune bordée à l'ouest par le Goul et au sud par son affluent, le ruisseau d'Embernat.

### Communes limitrophes
Taussac est limitrophe de sept autres communes dont trois dans le département du Cantal. Au sud-ouest, Murols n'est limitrophe que sur moins de 500 mètres.
| Cros-de-Ronesque (Cantal) | Raulhac (Cantal) | Mur-de-Barrez |
| Vezels-Roussy (Cantal)    | Taussac          | Brommat       |
| Murols                    | Lacroix-Barrez   |               |

### Hydrographie

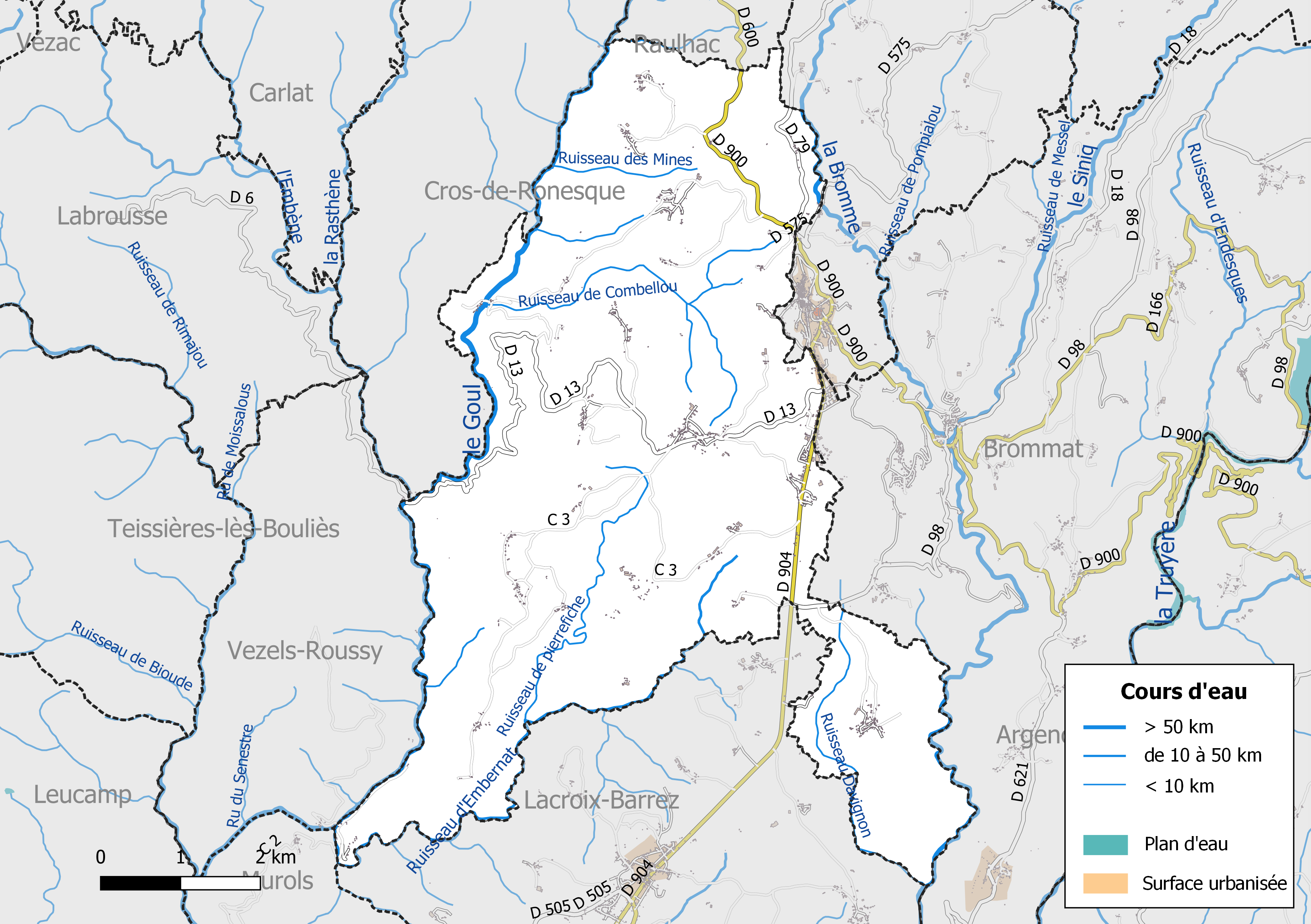
Réseaux hydrographique et routier de Taussac.

La commune est drainée par le Goul, la Bromme, le ruisseau d'Embernat, le ruisseau Davignon, le ruisseau de Combellou, le ruisseau de Fournou, le ruisseau de pierrefiche, le ruisseau des Arques, le ruisseau des Mines, le ruisseau des Puechs Combels, le ruisseau des Tioules, le ruisseau des Tords et par divers petits cours d'eau.
Le Goul, d'une longueur totale de 52 km, prend sa source dans la commune de Pailherols (15) et se jette  dans la Truyère à Campouriez, après avoir arrosé 14 communes.
La Bromme, d'une longueur totale de 30,3 km, prend sa source dans la commune de Pailherols (15) et se jette  dans la Truyère à Lacroix-Barrez, après avoir arrosé 5 communes.

### Climat
Pour des articles plus généraux, voir Climat de l'Occitanie et Climat de l'Aveyron.
En 2010, le climat de la commune est de type climat de montagne, selon une étude s'appuyant sur une série de données couvrant la période 1971-2000. En 2020, Météo-France publie une typologie des climats de la France métropolitaine dans laquelle la commune est exposée à un climat de montagne et est dans la région climatique Ouest et nord-ouest du Massif Central, caractérisée par une pluviométrie annuelle de 900 à 1 500 mm, maximale en automne et en hiver.
Pour la période 1971-2000, la température annuelle moyenne est de 9,8 °C, avec une amplitude thermique annuelle de 15,7 °C. Le cumul annuel moyen de précipitations est de 1 308 mm, avec 12,5 jours de précipitations en janvier et 7,6 jours en juillet. Pour la période 1991-2020, la température moyenne annuelle observée sur la station météorologique la plus proche, située sur la commune d'Entraygues-sur-Truyère à 21 km à vol d'oiseau, est de 13,3 °C et le cumul annuel moyen de précipitations est de 1 116,3 mm,. Pour l'avenir, les paramètres climatiques de la commune estimés pour 2050 selon différents scénarios d'émission de gaz à effet de serre sont consultables sur un site dédié publié par Météo-France en novembre 2022.

### Milieux naturels et biodiversité

#### Sites Natura 2000

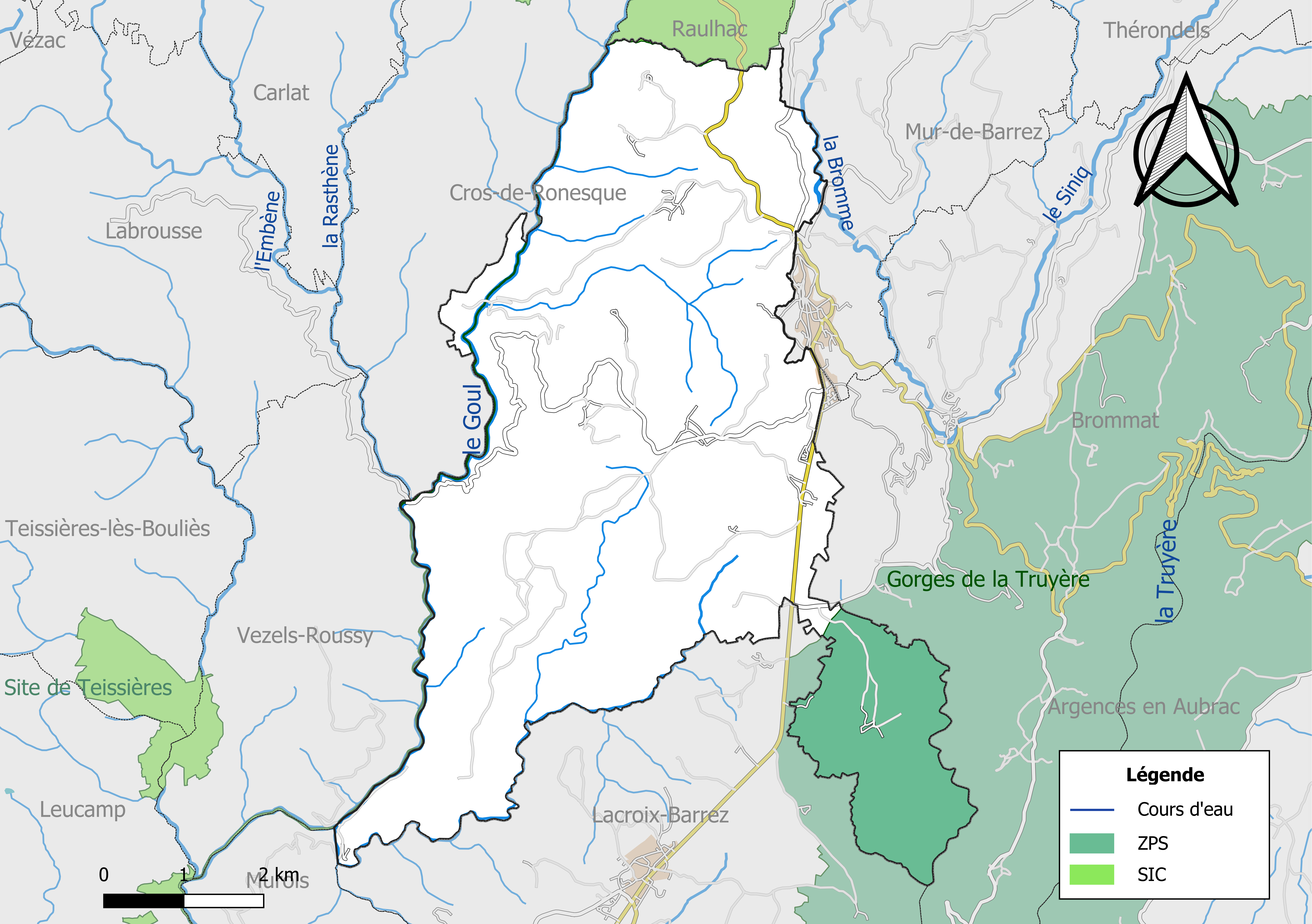
Sites Natura 2000 sur le territoire communal.

Le réseau Natura 2000 est un réseau écologique européen de sites naturels d’intérêt écologique élaboré à partir des Directives « Habitats » et « Oiseaux ». Ce réseau est constitué de Zones spéciales de conservation (ZSC) et de Zones de protection spéciale (ZPS). Dans les zones de ce réseau, les États Membres s'engagent à maintenir dans un état de conservation favorable les types d'habitats et d'espèces concernés, par le biais de mesures réglementaires, administratives ou contractuelles.
Un site Natura 2000 a été défini sur la commune au titre de la « directive Habitats » : 
- La « Haute vallée du Lot entre Espalion et Saint-Laurent-d'Olt et gorges de la Truyère, basse vallée du Lot et le Goul », d'une superficie de 5 653 ha, comprend une partie de la vallée du Lot ainsi que deux de ses affluents : la Truyère et le Goul. Le site est remarquable d'une part du fait de la présence de deux espèces d'intérêt communautaire, la Loutre d'Europe et le Chabot, et de plusieurs habitats aquatiques et forestiers d'intérêts communautaires qui se rapportent aux trois entités paysagères du site[12] ;

et un  au titre de la « directive Oiseaux » :  
- Les « Gorges de la Truyère », d'une superficie de 16 681 ha, où douze espèces de l'annexe 1 se reproduisent régulièrement sur le site, parmi lesquelles huit espèces de rapaces[13].

#### Zones naturelles d'intérêt écologique, faunistique et floristique
L’inventaire des zones naturelles d'intérêt écologique, faunistique et floristique (ZNIEFF) a pour objectif de réaliser une couverture des zones les plus intéressantes sur le plan écologique, essentiellement dans la perspective d’améliorer la connaissance du patrimoine naturel national et de fournir aux différents décideurs un outil d’aide à la prise en compte de l’environnement dans l’aménagement du territoire.
Le territoire communal de Taussac comprend cinq ZNIEFF de type 1, : 
- les « Coteaux entre Raulhac Courbelimagne Mur-de-Barrez environs Cros de Ronesque » (729,4 ha), couvrant 4 communes dont 2 dans l'Aveyron et 2 dans le Cantal[15] ;
- les « Gorges de la Truyère de Rueyres au trébuc » (2 494 ha), couvrant 7 communes du département[16] ;
- le « Puy de la Justice » (142,10 ha), couvrant 2 communes du département[17] ;
- le « Ruisseau de la Bromme à mur-De-Barrez » (51,6 ha), couvrant 3 communes du département[18] ;
- la « Vallée du Goul sous messilhac » (18,4 ha), couvrant 3 communes dont 1 dans l'Aveyron et 2 dans le Cantal[19] ;

et deux ZNIEFF de type 2, : 
- la « Vallée de la Truyère, du Goul et de la Bromme » (8 876 ha), qui s'étend sur 18 communes dont 12 dans l'Aveyron et 6 dans le Cantal[20] ;
- les « Vallées de la Bromme et du Siniq, des limites du cantal à la confluence de Brommat » (1 219 ha), qui s'étend sur 8 communes dont 4 dans l'Aveyron et 4 dans le Cantal[21].

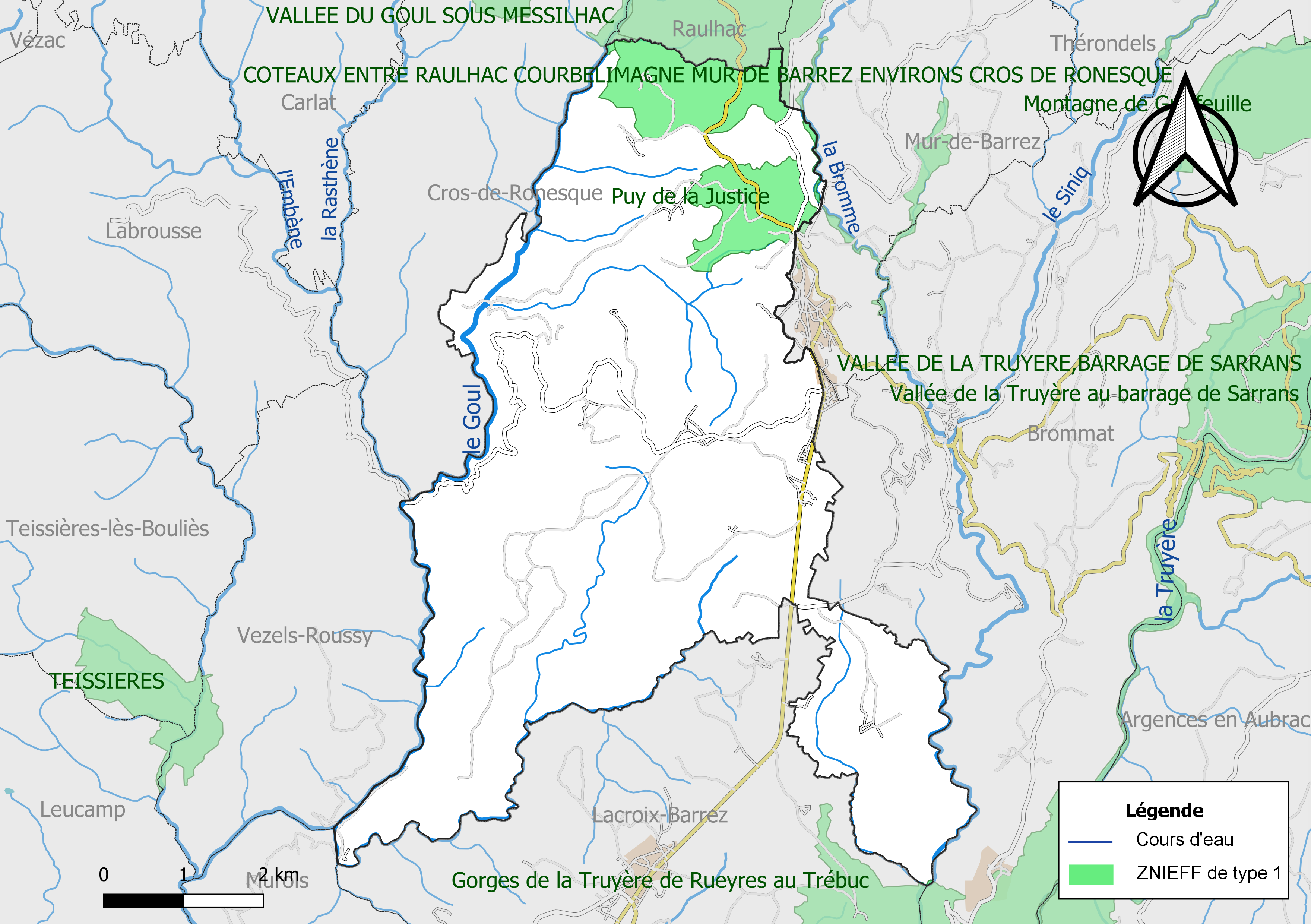
Carte des ZNIEFF de type 1 de la commune.
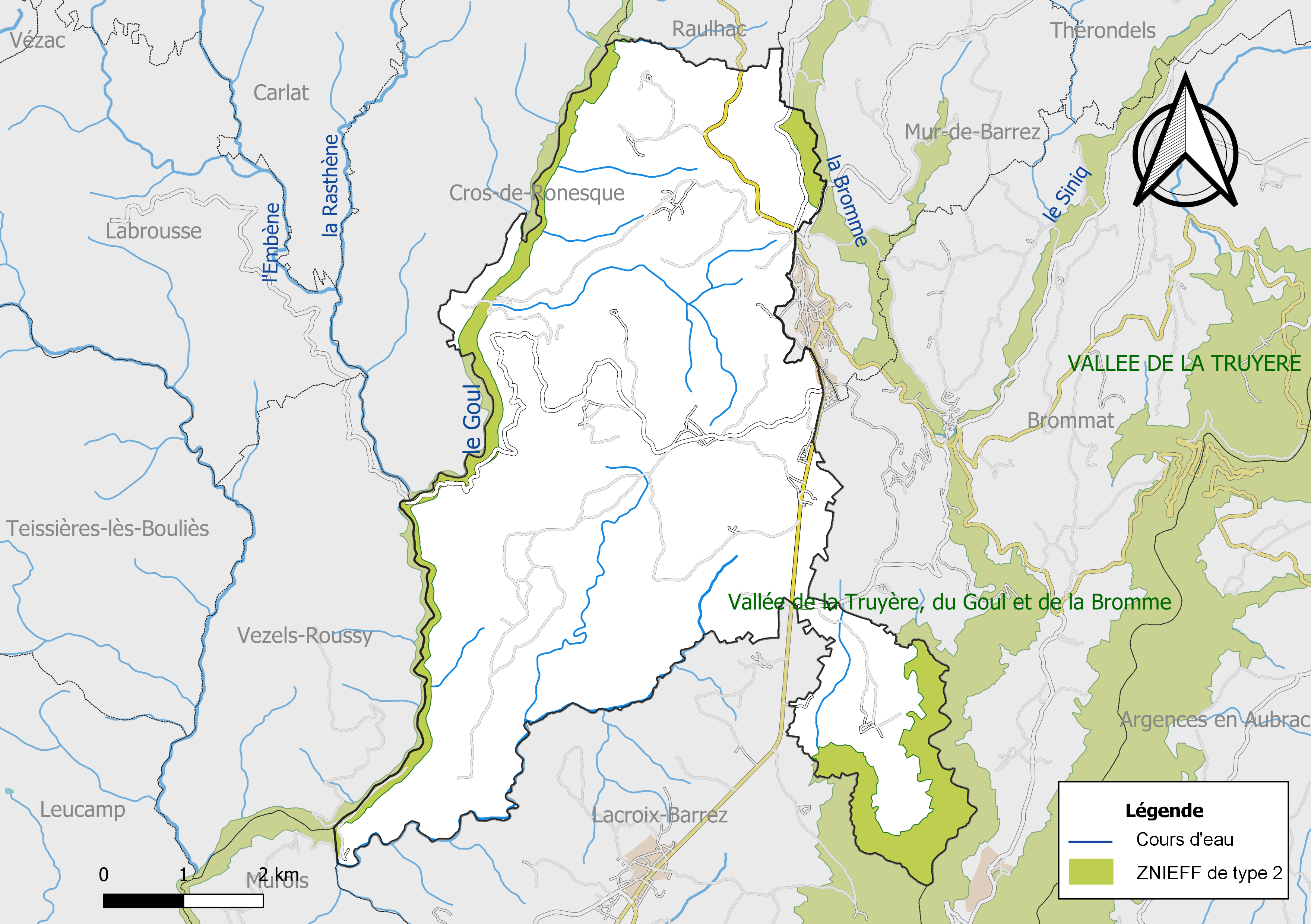
Carte des ZNIEFF de type 2 de la commune.

## Urbanisme

### Typologie
Au 1er janvier 2024, Taussac est catégorisée commune rurale à habitat très dispersé, selon la nouvelle grille communale de densité à 7 niveaux définie par l'Insee en 2022.
Elle est située hors unité urbaine et hors attraction des villes,.

### Occupation des sols

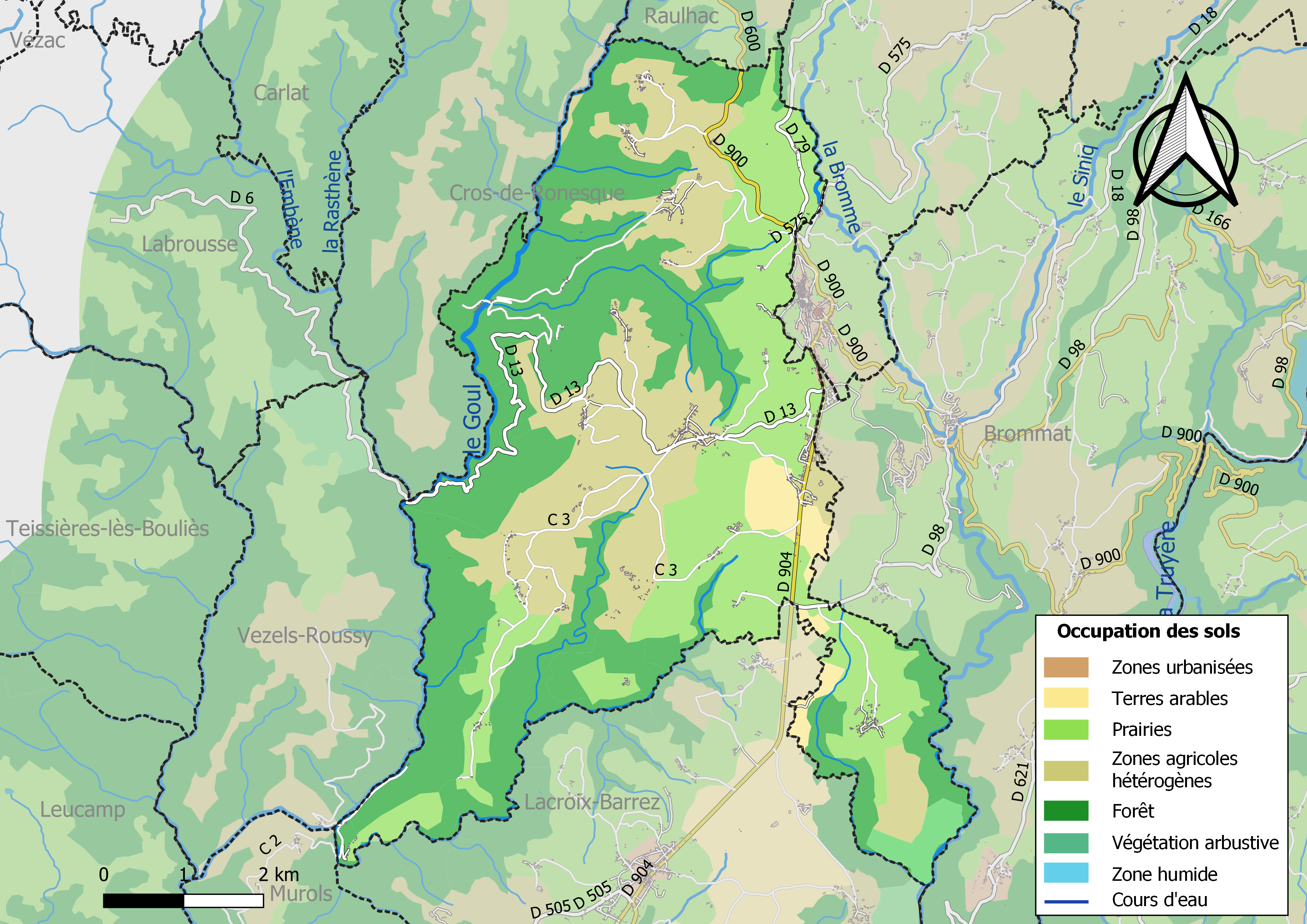
Infrastructures et occupation des sols de la commune de Taussac.

L'occupation des sols de la commune, telle qu'elle ressort de la base de données européenne d’occupation biophysique des sols Corine Land Cover (CLC), est marquée par l'importance des territoires agricoles (55,5 % en 2018), en augmentation par rapport à 1990 (53,9 %). La répartition détaillée en 2018 est la suivante : 
forêts (42,6 %), prairies (27,6 %), zones agricoles hétérogènes (25,1 %), terres arables (2,8 %), milieux à végétation arbustive et/ou herbacée (1,4 %), zones industrielles ou commerciales et réseaux de communication (0,5 %).

### Planification
La commune, en 2017, avait engagé l'élaboration d'un plan local d'urbanisme.

### Risques majeurs
Le territoire de la commune de Taussac est vulnérable à différents aléas naturels : climatiques (hiver exceptionnel ou canicule), feux de forêts et séisme (sismicité faible).
Il est également exposé à un risque technologique, le transport de matières dangereuses, et à un risque particulier, le risque radon,.

#### Risques naturels
Le Plan départemental de protection des forêts contre les incendies découpe le département de l’Aveyron en sept « bassins de risque » et définit une sensibilité des communes à l’aléa feux de forêt (de faible à très forte). La commune est classée en sensibilité faible.
Les mouvements de terrains susceptibles de se produire sur la commune sont liés au retrait-gonflement des argiles, conséquence d'un changement d'humidité des sols argileux. Les argiles sont capables de fixer l'eau disponible mais aussi de la perdre en se rétractant en cas de sécheresse. Ce phénomène peut provoquer des dégâts très importants sur les constructions (fissures, déformations des ouvertures) pouvant rendre inhabitables certains locaux. La carte de zonage de cet aléa peut être consultée sur le site de l'observatoire national des risques naturels Georisques.

#### Risques technologiques
Le risque de transport de matières dangereuses sur la commune est lié à sa traversée par une route à fort trafic. Un accident se produisant sur une telle infrastructure est en effet susceptible d’avoir des effets graves au bâti ou aux personnes jusqu’à 350 m, selon la nature du matériau transporté. Des dispositions d’urbanisme peuvent être préconisées en conséquence.

#### Risque particulier
Dans plusieurs parties du territoire national, le radon, accumulé dans certains logements ou autres locaux, peut constituer une source significative d’exposition de la population aux rayonnements ionisants. Toutes les communes du département sont concernées par le risque radon à un niveau plus ou moins élevé. Selon le dossier départemental des risques majeurs du département établi en 2013, la commune de Taussac est classée à risque moyen à élevé. Un décret du 4 juin 2018 a modifié la terminologie du zonage définie dans le code de la santé publique et a été complété par un arrêté du 27 juin 2018 portant délimitation des zones à potentiel radon du territoire français. La commune est désormais en zone 3, à savoir zone à potentiel radon significatif.

## Histoire
En 1829, la commune de Lez est intégrée à Taussac et le territoire de la commune de Peyrat est partagé entre Mur-de-Barrez et Taussac.

## Politique et administration

### Découpage territorial
La commune de Taussac est membre de la communauté de communes Aubrac, Carladez et Viadène, un établissement public de coopération intercommunale (EPCI) à fiscalité propre créé le 1er janvier 2017 dont le siège est à Laguiole. Ce dernier est par ailleurs membre d'autres groupements intercommunaux.
Sur le plan administratif, elle est rattachée à l'arrondissement de Rodez, au département de l'Aveyron et à la région Occitanie. Sur le plan électoral, elle dépend du  canton d'Aubrac et Carladez pour l'élection des conseillers départementaux, depuis le redécoupage cantonal de 2014 entré en vigueur en 2015, et de la première circonscription de l'Aveyron  pour les élections législatives, depuis le dernier découpage électoral de 2010.

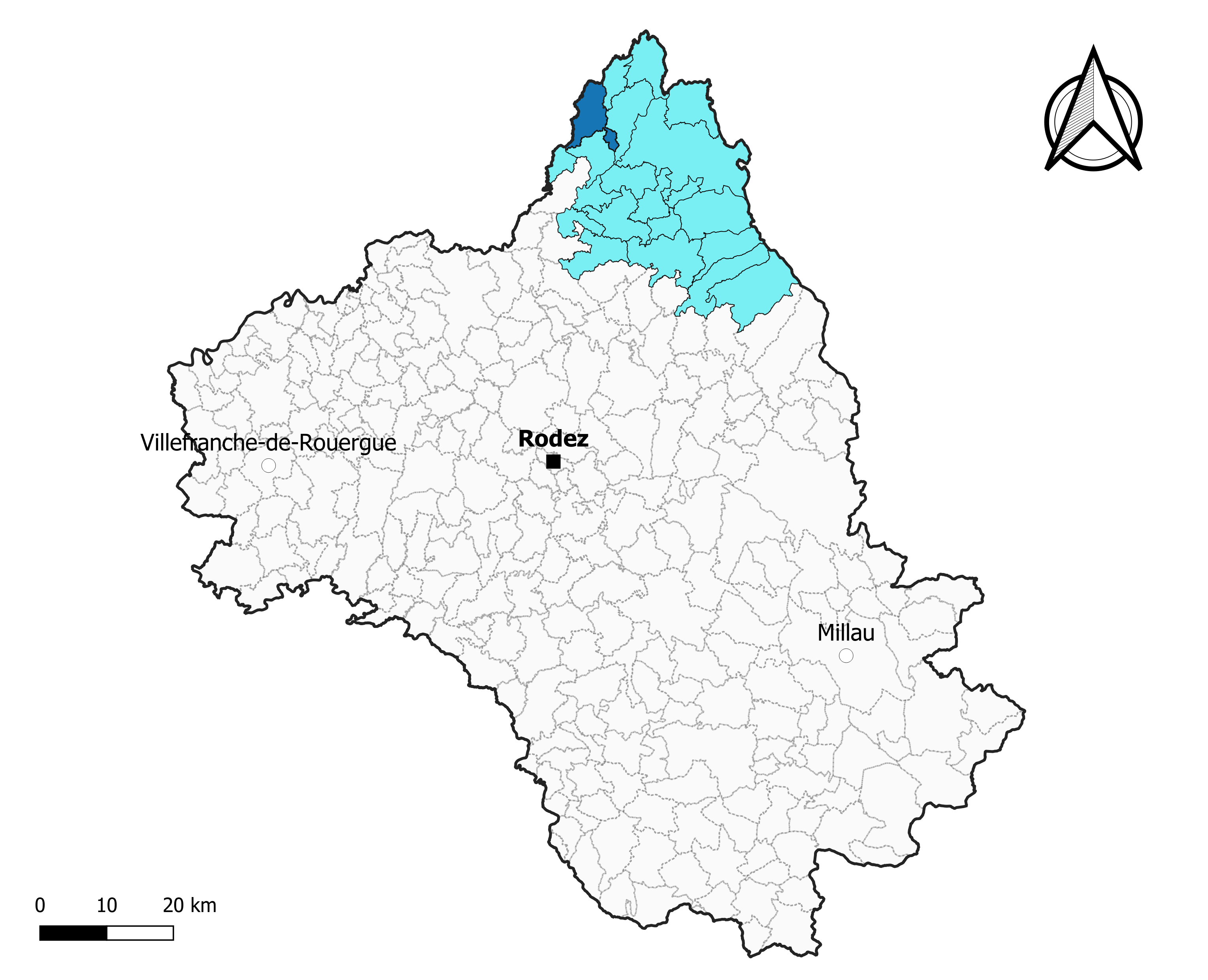
Taussac dans l'intercommunalité en 2020[Note 3].
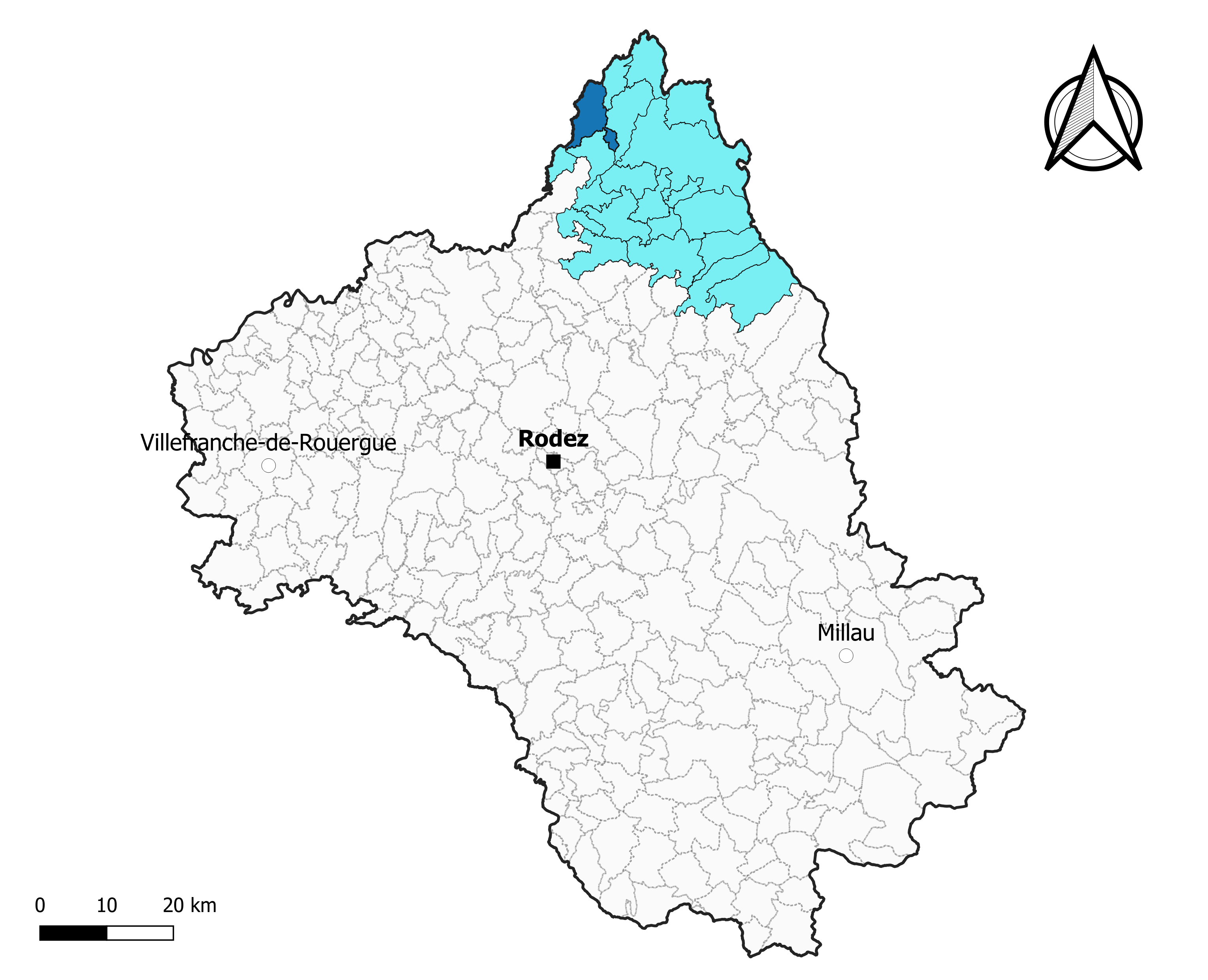
Taussac dans le canton d'Aubrac et Carladez en 2020.
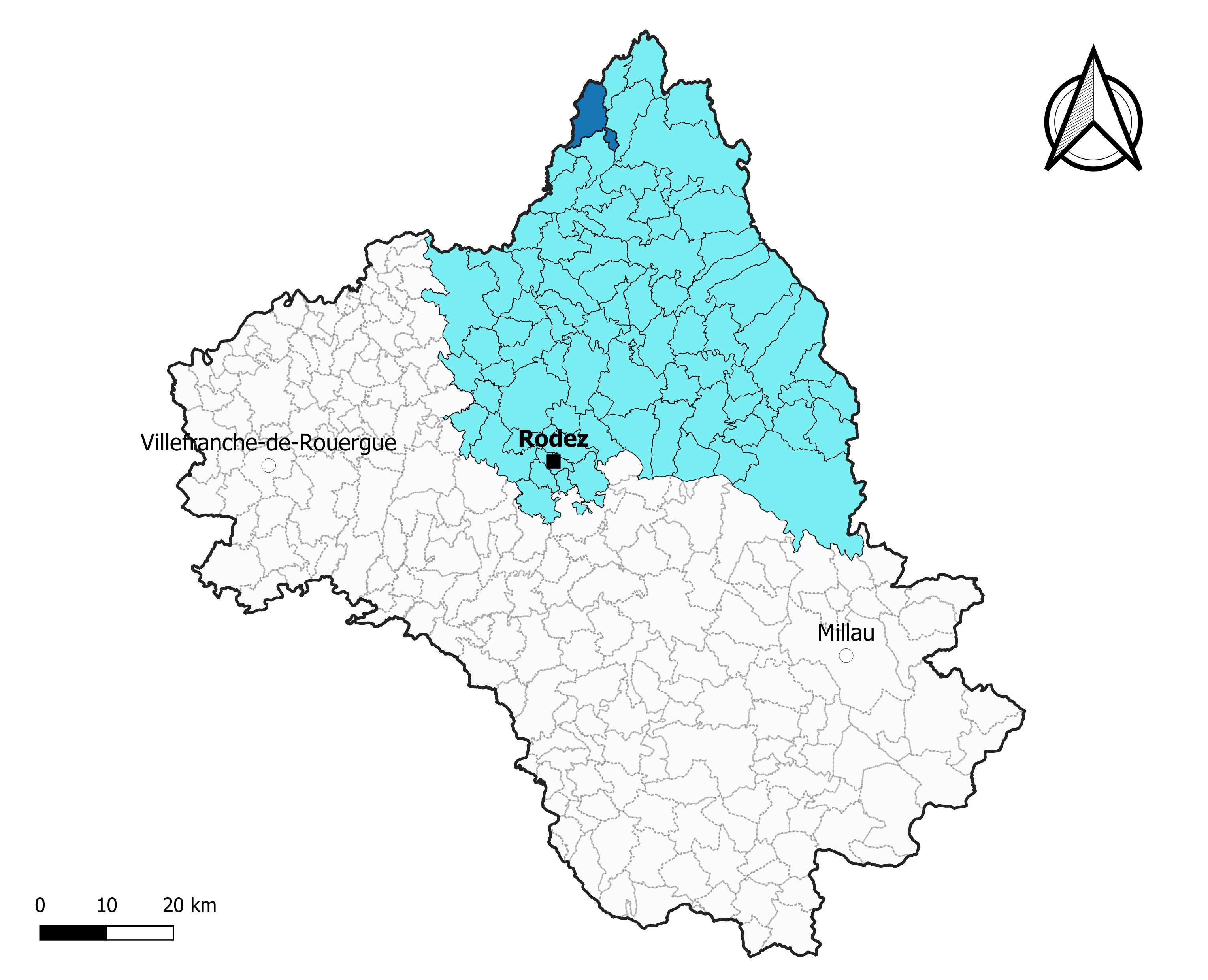
Taussac dans l'arrondissement de Rodez en 2020.

### Élections municipales et communautaires

#### Élections de 2020
Le conseil municipal de Taussac, commune de moins de 1 000 habitants, est élu au scrutin majoritaire plurinominal à deux tours avec candidatures isolées ou groupées et possibilité de panachage. Compte tenu de la population communale, le nombre de sièges à pourvoir lors des élections municipales de 2020 est de 15. Sur les vingt-deux candidats en lice, quatorze  sont élus dès le premier tour, le 15 mars 2020, avec un taux de participation de 80,09 %. Le dernier  conseiller restant à élire est élu au second tour, qui se tient le 28 juin 2020 du fait de la pandémie de Covid-19, avec un taux de participation de 62,67 %.
Raymond Cayzac est élu nouveau maire de la commune le 4 juillet 2020.
Dans les communes de moins de 1 000 habitants, les conseillers communautaires sont désignés parmi les conseillers municipaux élus en suivant l’ordre du tableau (maire, adjoints puis conseillers municipaux) et dans la limite du nombre de sièges attribués à la commune au sein du conseil communautaire. Un siège est attribué à la commune au sein de la communauté de communes Aubrac, Carladez et Viadène.

#### Liste des maires
| Période                                  | Période      | Identité        | Étiquette | Qualité                             |
| ---------------------------------------- | ------------ | --------------- | --------- | ----------------------------------- |
| Les données manquantes sont à compléter. |              |                 |           |                                     |
|                                          |              |                 |           |                                     |
| 1983                                     | En cours     | René Pagès      | MoDem     | Retraité                            |
| mars 2014                                | juillet 2020 | René Pages      |           | Retraité                            |
| juillet 2020                             | En cours     | Raymond Cayzac, |           | Agriculteur sur grande exploitation |

## Démographie
L'évolution du nombre d'habitants est connue à travers les recensements de la population effectués dans la commune depuis 1793. Pour les communes de moins de 10 000 habitants, une enquête de recensement portant sur toute la population est réalisée tous les cinq ans, les populations de référence des années intermédiaires étant quant à elles estimées par interpolation ou extrapolation. Pour la commune, le premier recensement exhaustif entrant dans le cadre du nouveau dispositif a été réalisé en 2006.

En 2022, la commune comptait 508 habitants, en évolution de −0,39 % par rapport à 2016 (Aveyron : +0,37 %, France hors Mayotte : +2,11 %).
| 1793  | 1800 | 1806  | 1821  | 1831  | 1836  | 1841  | 1846  | 1851  |
| ----- | ---- | ----- | ----- | ----- | ----- | ----- | ----- | ----- |
| 1 000 | 758  | 1 296 | 1 233 | 1 303 | 1 409 | 1 385 | 1 410 | 1 380 |

| 1856  | 1861  | 1866  | 1872  | 1876  | 1881  | 1886  | 1891  | 1896  |
| ----- | ----- | ----- | ----- | ----- | ----- | ----- | ----- | ----- |
| 1 394 | 1 531 | 1 254 | 1 304 | 1 292 | 1 261 | 1 212 | 1 097 | 1 085 |

| 1901  | 1906  | 1911 | 1921 | 1926 | 1931 | 1936 | 1946 | 1954 |
| ----- | ----- | ---- | ---- | ---- | ---- | ---- | ---- | ---- |
| 1 004 | 1 027 | 923  | 902  | 844  | 836  | 809  | 710  | 657  |

| 1962 | 1968 | 1975 | 1982 | 1990 | 1999 | 2006 | 2011 | 2016 |
| ---- | ---- | ---- | ---- | ---- | ---- | ---- | ---- | ---- |
| 617  | 551  | 503  | 552  | 544  | 526  | 470  | 457  | 510  |

| 2021 | 2022 | - | - | - | - | - | - | - |
| ---- | ---- | - | - | - | - | - | - | - |
| 515  | 508  | - | - | - | - | - | - | - |

## Économie

### Revenus
En 2018  (données Insee publiées en septembre 2021), la commune compte 221 ménages fiscaux, regroupant 468 personnes. La médiane du revenu disponible par unité de consommation est de 20 360 € (20 640 € dans le département).

### Emploi
| Division       | 2008  | 2013  | 2018  |
| -------------- | ----- | ----- | ----- |
| Commune        | 3 %   | 2,2 % | 4,7 % |
| Département    | 5,4 % | 7,1 % | 7,1 % |
| France entière | 8,3 % | 10 %  | 10 %  |

En 2018, la population âgée de 15 à 64 ans s'élève à 310 personnes, parmi lesquelles on compte 75,6 % d'actifs (70,9 % ayant un emploi et 4,7 % de chômeurs) et 24,4 % d'inactifs,. Depuis 2008, le taux de chômage communal (au sens du recensement) des 15-64 ans est inférieur à celui de la France et du département.
La commune est hors attraction des villes,. Elle compte 160 emplois en 2018, contre 136 en 2013 et 128 en 2008. Le nombre d'actifs ayant un emploi résidant dans la commune est de 223, soit un indicateur de concentration d'emploi de 72,1 % et un taux d'activité parmi les 15 ans ou plus de 52,7 %.
Sur ces 223 actifs de 15 ans ou plus ayant un emploi, 97 travaillent dans la commune, soit 44 % des habitants. Pour se rendre au travail, 76,3 % des habitants utilisent un véhicule personnel ou de fonction à quatre roues, 8,9 % s'y rendent en deux-roues, à vélo ou à pied et 14,8 % n'ont pas besoin de transport (travail au domicile).

### Activités hors agriculture

#### Secteurs d'activités
49 établissements sont implantés  à Taussac au 31 décembre 2019. Le tableau ci-dessous en détaille le nombre par secteur d'activité et compare les ratios avec ceux du département,.
| Secteur d'activité                                                                                        | Commune | Commune | Département |
| Secteur d'activité                                                                                        | Nombre  | %       | %           |
| --- | ------- | ------- | ----------- |
| Ensemble                                                                                                  | 49      |         |             |
| Industrie manufacturière, industries extractives et autres                                                | 13      | 26,5 %  | (17,7 %)    |
| Construction                                                                                              | 10      | 20,4 %  | (13 %)      |
| Commerce de gros et de détail, transports, hébergement et restauration                                    | 13      | 26,5 %  | (27,5 %)    |
| Information et communication                                                                              | 1       | 2 %     | (1,5 %)     |
| Activités immobilières                                                                                    | 3       | 6,1 %   | (4,2 %)     |
| Activités spécialisées, scientifiques et techniques et activités de services administratifs et de soutien | 8       | 16,3 %  | (12,4 %)    |
| Administration publique, enseignement, santé humaine et action sociale                                    | 1       | 2 %     | (12,7 %)    |

Le secteur du commerce de gros et de détail, des transports, de l'hébergement et de la restauration est prépondérant sur la commune puisqu'il représente 26,5 % du nombre total d'établissements de la commune (13 sur les 49 entreprises implantées  à Taussac), contre 27,5 % au niveau départemental.

#### Entreprises
L' entreprise ayant son siège social sur le territoire communal qui génère le plus de chiffre d'affaires en 2020 est : 
- Elyane Pradoux Service, aide à domicile (36 k€)

### Agriculture
La commune est dans la « Viadène et vallée du Lot », une petite région agricole occupant le nord-ouest du département de l'Aveyron. En 2020, l'orientation technico-économique de l'agriculture  sur la commune est l'élevage bovin, orientation mixte lait et viande.
|               | 1988  | 2000  | 2010  | 2020  |
| ------------- | ----- | ----- | ----- | ----- |
| Exploitations | 57    | 46    | 33    | 30    |
| SAU (ha)      | 2 120 | 2 428 | 2 224 | 2 268 |

Le nombre d'exploitations agricoles en activité et ayant leur siège dans la commune est passé de 57 lors du recensement agricole de 1988  à 46 en 2000 puis à 33 en 2010 et enfin à 30 en 2020, soit une baisse de 47 % en 32 ans. Le même mouvement est observé à l'échelle du département qui a perdu pendant cette période 51 % de ses exploitations,. La surface agricole utilisée sur la commune a quant à elle augmenté, passant de 2 120 ha en 1988 à 2 268 ha en 2020. Parallèlement la surface agricole utilisée moyenne par exploitation a augmenté, passant de 37 à 76 ha.

## Culture locale et patrimoine

### Lieux et monuments
- Église Notre-Dame-de-l'Assomption, à Taussac[58].
- Église Notre-Dame, à Manhaval[58].
- Église de Mayrinhac[58].
- Église de Peyrat[58].
- Chapelle Notre-Dame de Lez[58].
- Château de Taussac, aménagé en chambres d'hôtes.

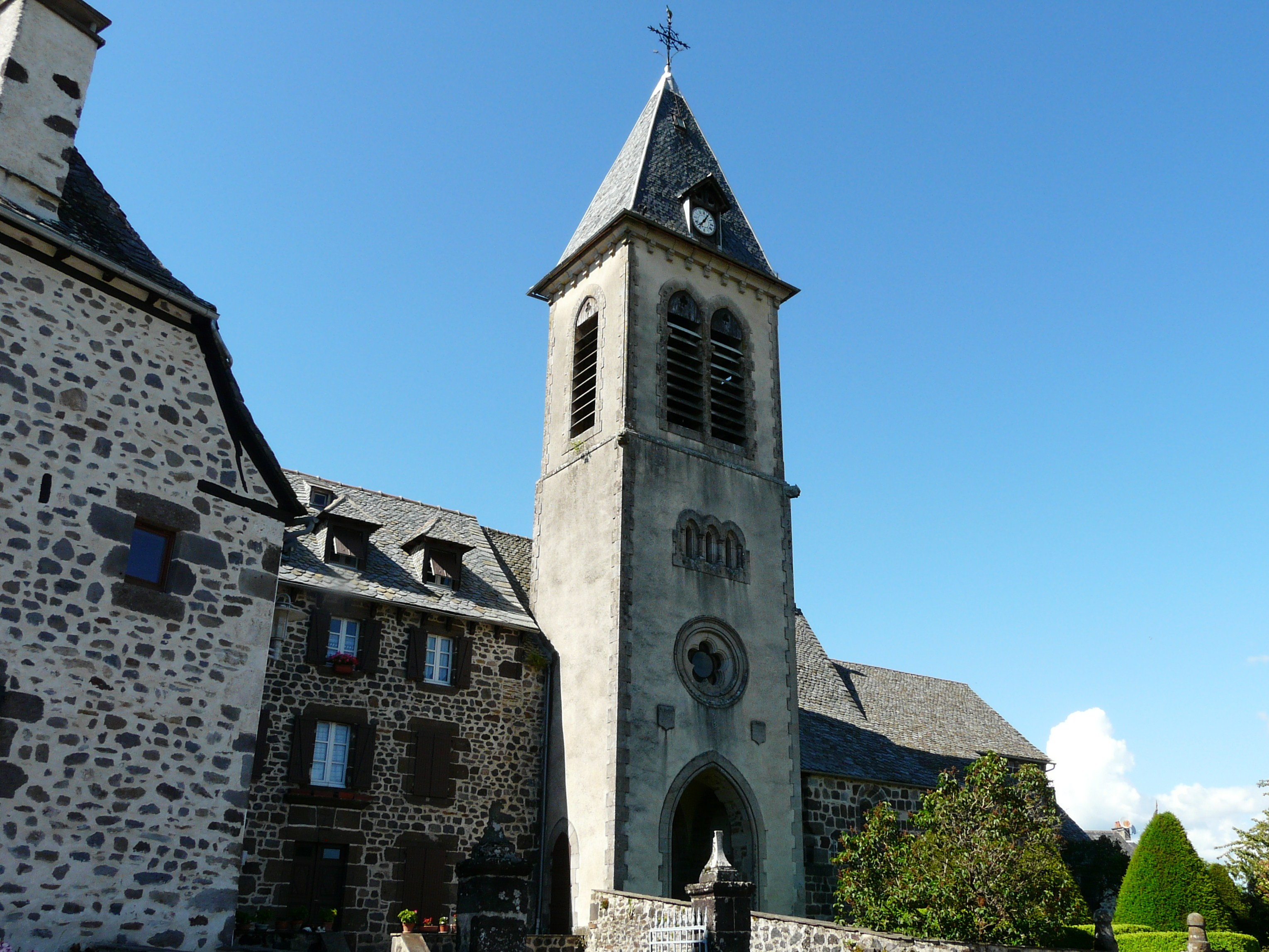
L'église de Taussac.
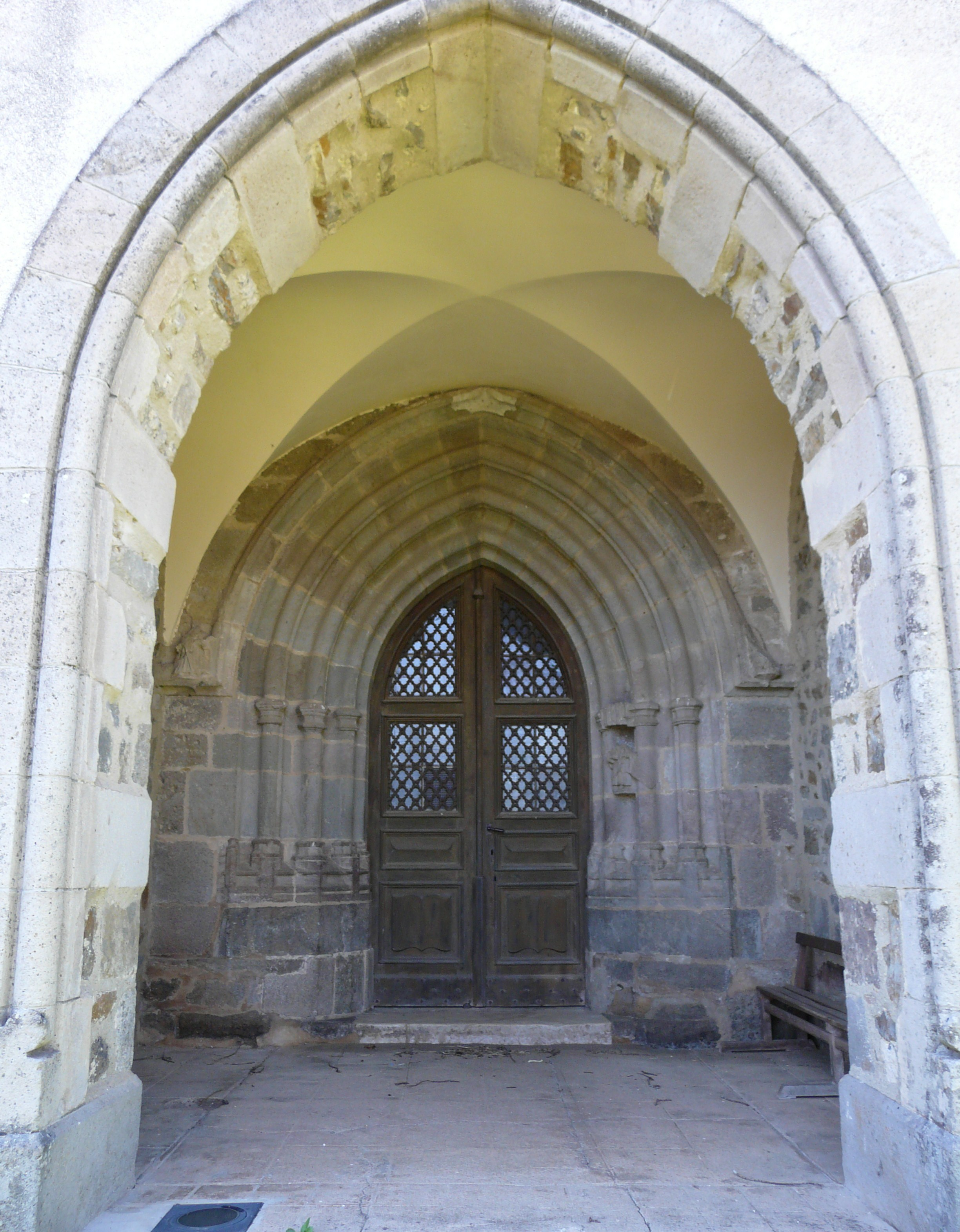
Son porche.
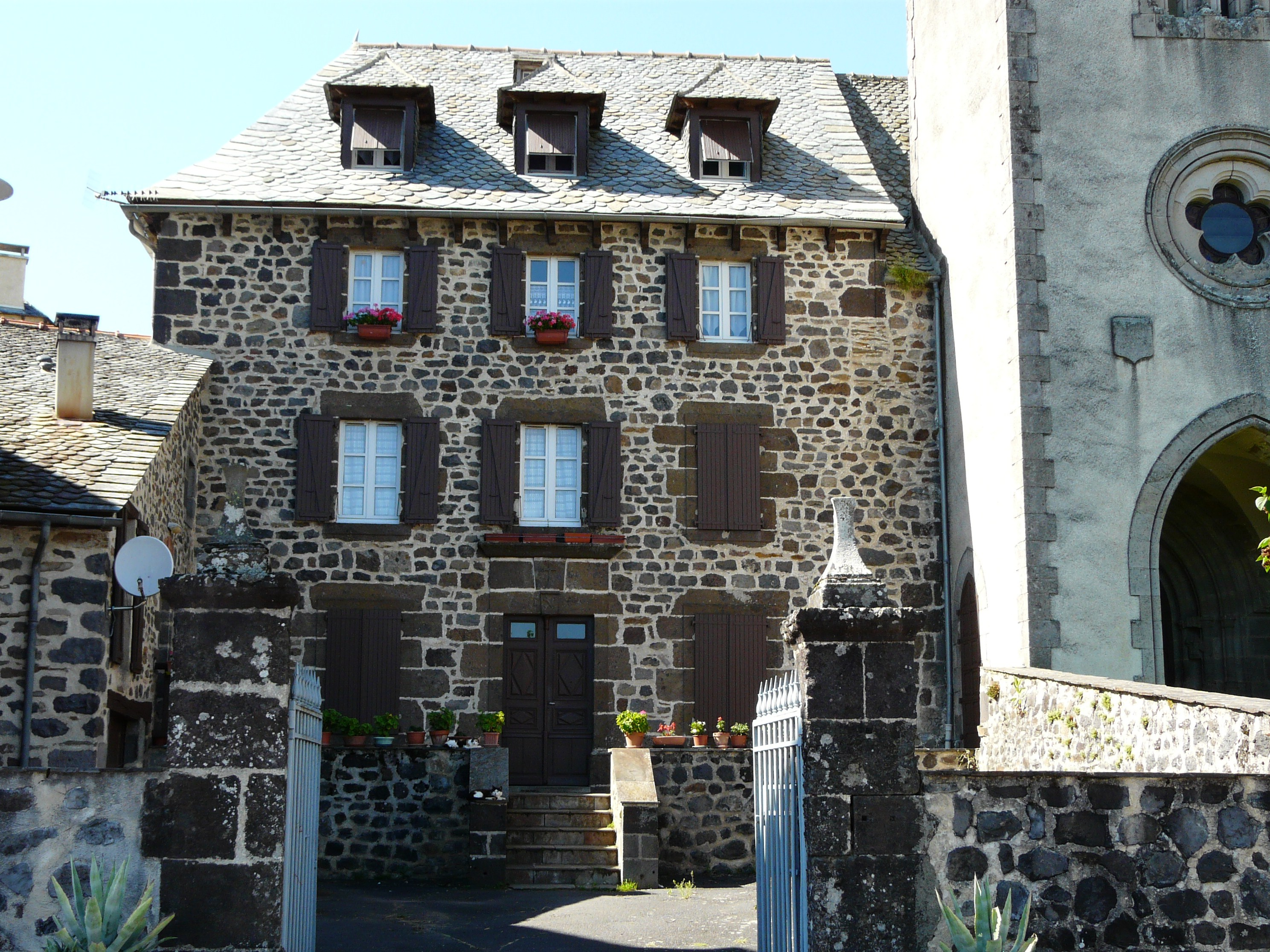
Maison attenante à l'église.